# Takuma Asano
Pour les articles homonymes, voir Takuma.
Takuma Asano (浅野 拓磨, Asano Takuma) est un footballeur international japonais né le 10 novembre 1994 à Komono. Il évolue au poste d'attaquant au RCD Majorque.

## Biographie

### En club
Takuma Asano joue son premier match professionnel en 2013 avec l'équipe du Sanfrecce Hiroshima. Avec cette équipe, il remporte deux titres de champion du Japon. Il inscrit huit buts en première division japonaise lors de la saison 2015, ce qui constitue sa meilleure performance dans ce championnat.
Il participe avec le Sanfrecce Hiroshima à la Ligue des champions d'Asie. Il atteint les huitièmes de finale de la Ligue des champions d'Asie en 2014, en étant battu par l'équipe australienne du Western Sydney.
En décembre 2015, il participe à la Coupe du monde des clubs organisée dans son pays natal. Lors de cette compétition, il inscrit un but contre le club congolais du TP Mazembe. Son équipe se classe troisième de l'épreuve.
Le 3 juillet 2016, il rejoint le club d'Arsenal. Il signe un contrat de deux années avec le club londonien. Il est dans la foulée prêté au VfB Stuttgart, club de deuxième division allemande.
Le 2 mai 2021, Takuma Asano décide de rompre son contrat avec le FK Partizan Belgrade à la suite de retards de salaire répétés. À ce moment-là, il est le deuxième meilleur de la saison de Superliga 2020-2021 avec 18 buts.

### En équipe nationale
Takuma Asano reçoit sa première sélection en équipe du Japon le 2 août 2015, contre la Corée du Nord. Ce match rentre dans le cadre de la Coupe d'Asie de l'Est organisée en Chine.
En janvier 2016, il participe au championnat d'Asie des moins de 23 ans organisé au Qatar. Le Japon remporte cette compétition en battant la Corée du Sud en finale, avec deux buts de Takuma Asano.
En mai 2016, il dispute avec les moins de 23 ans le Tournoi de Toulon. Par la suite, le 3 juin 2016, il inscrit son premier but en équipe du Japon, lors d'une rencontre amicale face à la Bulgarie. Le Japon s'impose sur le large score de 7-2.
Il est dans la foulée retenu par le sélectionneur Makoto Teguramori afin de disputer les Jeux olympiques d'été de 2016 organisés au Brésil. Il joue trois matchs lors du tournoi olympique. À cette occasion, il inscrit un but contre le Nigeria, puis un but contre la Colombie.
Il participe ensuite aux éliminatoires du mondial 2018. Il inscrit un but lors de ces éliminatoires, contre la Thaïlande.
Victime d'une blessure musculaire, il doit laisser sa place à Yoshinori Muto pour la Coupe d'Asie des nations 2019 qui se déroule aux Émirats arabes unis.
Le 1er novembre 2022, il est sélectionné par Hajime Moriyasu pour participer à la Coupe du monde 2022. Le 1er janvier 2024, il est retenu dans la liste des vingt-six joueurs japonais sélectionnés par Hajime Moriyasu pour disputer la Coupe d'Asie des nations 2023.

## Statistiques

### En club
| Saison                | Club                  | Championnat           | Championnat | Championnat | Championnat | Coupe nationale | Coupe nationale | Coupe nationale | Coupe de la Ligue | Coupe de la Ligue | Coupe de la Ligue | Supercoupe | Supercoupe | Supercoupe | Compétition(s) continentale(s) | Compétition(s) continentale(s) | Compétition(s) continentale(s) | Compétition(s) continentale(s) | Coupe du monde des clubs | Coupe du monde des clubs | Coupe du monde des clubs | Total | Total | Total |
| Saison                | Club                  | Division              | M.          | B.          | P.d.        | M.              | B.              | P.d.            | M.                | B.                | P.d.              | M.         | B.         | P.d.       | Comp.                          | M.                             | B.                             | P.d.                           | M.                       | B.                       | P.d.                     | M.    | B.    | P.d.  |
| 2013                  | Sanfrecce Hiroshima   | J1 League             | 1           | 0           | 0           | 5               | 0               | 0               | -                 | -                 | -                 | -          | -          | -          | ACL                            | -                              | -                              | -                              | -                        | -                        | -                        | 6     | 0     | 0     |
| 2014                  | Sanfrecce Hiroshima   | J1 League             | 11          | 0           | 1           | -               | -               | -               | 2                 | 0                 | 0                 | 1          | 1          | 0          | ACL                            | 6                              | 0                              | 0                              | -                        | -                        | -                        | 20    | 1     | 1     |
| 2015                  | Sanfrecce Hiroshima   | J1 League             | 34          | 9           | 6           | 5               | 4               | 1               | 5                 | 4                 | 0                 | -          | -          | -          | -                              | -                              | -                              | -                              | -                        | -                        | -                        | 44    | 17    | 7     |
| 2016                  | Sanfrecce Hiroshima   | J1 League             | 14          | 4           | 4           | -               | -               | -               | -                 | -                 | -                 | 1          | 1          | 0          | ACL                            | 4                              | 3                              | 0                              | 4                        | 1                        | 1                        | 23    | 9     | 5     |
| Sous-total            | Sous-total            | Sous-total            | 60          | 13          | 11          | 10              | 4               | 1               | 7                 | 4                 | 0                 | 2          | 2          | 0          | -                              | 10                             | 3                              | 0                              | 4                        | 1                        | 1                        | 93    | 27    | 13    |
| 2016-2017             | VfB Stuttgart (prêt)  | 2. Bundesliga         | 26          | 4           | 4           | 1               | 0               | 0               | -                 | -                 | -                 | -          | -          | -          | -                              | -                              | -                              | -                              | -                        | -                        | -                        | 27    | 4     | 4     |
| 2017-2018             | VfB Stuttgart (prêt)  | Bundesliga            | 15          | 1           | 0           | 3               | 0               | 1               | -                 | -                 | -                 | -          | -          | -          | -                              | -                              | -                              | -                              | -                        | -                        | -                        | 18    | 1     | 1     |
| Sous-total            | Sous-total            | Sous-total            | 41          | 5           | 4           | 4               | 0               | 1               | -                 | -                 | -                 | -          | -          | -          | -                              | -                              | -                              | -                              | -                        | -                        | -                        | 45    | 5     | 5     |
| 2018-2019             | Hanovre 96 (prêt)     | Bundesliga            | 13          | 0           | 0           | 2               | 1               | 1               | -                 | -                 | -                 | -          | -          | -          | -                              | -                              | -                              | -                              | -                        | -                        | -                        | 15    | 1     | 1     |
| 2019-2020             | Partizan Belgrade     | Super liga            | 23          | 4           | 4           | 4               | 2               | 0               | -                 | -                 | -                 | -          | -          | -          | C3                             | 10                             | 3                              | 1                              | -                        | -                        | -                        | 37    | 9     | 5     |
| 2020-2021             | Partizan Belgrade     | Super liga            | 33          | 18          | 8           | 4               | 3               | 1               | -                 | -                 | -                 | -          | -          | -          | C3                             | 3                              | 0                              | 1                              | -                        | -                        | -                        | 40    | 21    | 10    |
| Sous-total            | Sous-total            | Sous-total            | 56          | 22          | 12          | 8               | 5               | 1               | -                 | -                 | -                 | -          | -          | -          | -                              | 13                             | 3                              | 2                              | -                        | -                        | -                        | 77    | 30    | 15    |
| 2021-2022             | VfL Bochum            | Bundesliga            | 27          | 3           | 4           | 4               | 0               | 0               | -                 | -                 | -                 | -          | -          | -          | -                              | -                              | -                              | -                              | -                        | -                        | -                        | 31    | 3     | 4     |
| 2022-2023             | VfL Bochum            | Bundesliga            | 25          | 3           | 2           | 2               | 1               | 0               | -                 | -                 | -                 | -          | -          | -          | -                              | -                              | -                              | -                              | -                        | -                        | -                        | 27    | 4     | 2     |
| 2023-2024             | VfL Bochum            | Bundesliga            | 22          | 6           | 1           | 1               | 1               | 0               | -                 | -                 | -                 | -          | -          | -          | -                              | -                              | -                              | -                              | -                        | -                        | -                        | 23    | 7     | 1     |
| Sous-total            | Sous-total            | Sous-total            | 74          | 12          | 7           | 7               | 2               | 0               | -                 | -                 | -                 | -          | -          | -          | -                              | -                              | -                              | -                              | -                        | -                        | -                        | 81    | 14    | 7     |
| Total sur la carrière | Total sur la carrière | Total sur la carrière | 244         | 52          | 34          | 31              | 12              | 4               | 7                 | 4                 | 0                 | 2          | 2          | 0          | -                              | 23                             | 6                              | 2                              | 4                        | 1                        | 1                        | 311   | 77    | 41    |

### En sélection
| Saison                | Sélection             | Phases finales                                   | Phases finales | Phases finales | Phases finales | Éliminatoires | Éliminatoires | Éliminatoires | Éliminatoires | Amicaux | Amicaux | Amicaux | Total | Total | Total |
| Saison                | Sélection             | Comp.                                            | M.             | B.             | P.d.           | Comp.         | M.            | B.            | P.d.          | M.      | B.      | P.d.    | M.    | B.    | P.d.  |
| --------------------- | --------------------- | ------------------------------------------------ | -------------- | -------------- | -------------- | ------------- | ------------- | ------------- | ------------- | ------- | ------- | ------- | ----- | ----- | ----- |
| 2015-2016             | Japon                 | Coupe d'Asie de l'Est 2015                       | 3              | 0              | 0              | CdM 2018      | -             | -             | -             | 2       | 1       | 0       | 5     | 1     | 0     |
| 2016-2017             | Japon                 | -                                                | -              | -              | -              | CdM 2018      | 4             | 1             | 0             | 2       | 0       | 0       | 6     | 1     | 0     |
| 2017-2018             | Japon                 | Coupe d'Asie de l'Est 2017+ Coupe du monde 2018  | -              | -              | -              | CdM 2018      | 2             | 1             | 0             | 4       | 0       | 0       | 6     | 1     | 0     |
| 2018-2019             | Japon                 | Coupe d'Asie des nations 2019+ Copa América 2019 | -              | -              | -              | -             | -             | -             | -             | 1       | 0       | 1       | 1     | 0     | 1     |
| 2019-2020             | Japon                 | Coupe d'Asie de l'Est 2019                       | -              | -              | -              | CdM 2022      | 1             | 1             | 0             | 1       | 0       | 0       | 2     | 1     | 0     |
| 2020-2021             | Japon                 | -                                                | -              | -              | -              | CdM 2022      | 4             | 2             | 2             | 4       | 0       | 0       | 8     | 2     | 2     |
| 2021-2022             | Japon                 | Coupe d'Asie de l'Est 2022                       | -              | -              | -              | CdM 2022      | 6             | 0             | 0             | 2       | 1       | 0       | 8     | 1     | 0     |
| 2022-2023             | Japon                 | Coupe du monde 2022                              | 4              | 1              | 0              | -             | -             | -             | -             | 4       | 0       | 0       | 8     | 1     | 0     |
| 2023-2024             | Japon                 | Coupe d'Asie des nations 2023                    | 3              | 0              | 0              | CdM 2026      | 2             | 0             | 0             | 3       | 1       | 1       | 8     | 1     | 1     |
| Total sur la carrière | Total sur la carrière | Total sur la carrière                            | 10             | 1              | 0              | -             | 19            | 4             | 2             | 23      | 3       | 2       | 52    | 9     | 4     |

## Palmarès
- Vainqueur du championnat d'Asie des moins de 23 ans en 2016 avec l'équipe du Japon
- Champion du Japon en 2013 et 2015 avec le Sanfrecce Hiroshima
- Finaliste de la Coupe du Japon en 2013 avec le Sanfrecce Hiroshima
- Vainqueur de la Supercoupe du Japon en 2014 et 2016 avec le Sanfrecce Hiroshima

- VfB Stuttgart :
  - Champion de 2. Bundesliga en 2017